# اعتراضات ۱۳۹۹ ایران

«تشکیل اجتماعات و راه‌پیمایی‌ها، بدون حمل سلاح، به شرط آن که مخل به مبانی اسلام نباشد آزاد است.
تبصره:تشکیل اجتماعات و راهپیمایی طبق اصل ۲۷ قانون اساسی آزاد است، ولی برگزاری آن در پارک‌ها، میدان‌ها و معابر عمومی منوط به کسب مجوز از وزارت کشور است.»

— اصل ۲۷ قانون اساسی
اعتراضات ۱۳۹۹ ایران شامل تجمع‌ها و اعتراضات گوناگون در ایران است که در سال ۱۳۹۹ رخ داده‌اند.
ریشه‌های اعتراضات ایران مشکلات اقتصادی، اختلافات سیاسی، رخدادهای اجتماعی و فرهنگی است. بنا بر بیست و هفتمین اصل از اصول ۱۷۷ گانه قانون اساسی جمهوری اسلامی، «تشکیل اجتماعات و راه‌پیمایی‌ها بدون حمل سلاح به شرط آنکه مخل به مبانی اسلام نباشد، آزاد است.»

## اعتراضات

### اعتراضات خرداد غیزانیه
در سوم خرداد ۹۹ مردم این بخش در اعتراض به وضعیت بد آب آشامیدنی و انجام نشدن طرح آبرسانی و بی‌مسئولیتی بخشداری و مدیران آبفا روستایی اهواز و عملی‌نشدن وعده‌های استاندار، اقدام به بستن جاده ترانزیتی اهواز به رامهرمز کردند که با حضور نیروهای پلیس و شلیک «گلوله‌های ساچمه‌ای» و گاز اشک‌آور منجر به مجروح شدن عده‌ای گشت. به گفته محمد غرابی عضو شورای غیزانیه ۶ نفر از معترضان که یک نفر از آنها پسر بچه بوده با تیراندازی پلیس، که چهار نفر از ناحیه پا و ۲ نفر از ناحیه سر مجروح شدند، اما تعداد دیگری هم در این تیراندازی مجروح شده بودند که به دلیل ترس از بازداشت مجروحیت خود را اعلام نکرده‌اند.
موسوی فرد امام جمعه اهواز به دیدار جوانی رفت که عکس مجروح شدنش در سوم خرداد به خاطر اعتراض به بی آبی در شبکه‌های اجتماعی بازتاب داشت و شرکت آب و فاضلاب خوزستان بابت مشکلات به وجود آمده در منطقه غیزانیه در زمینه تأمین آب شرب مردم عذرخواهی کرد.

### اعتراضات تیر
«تعداد کمی از مردم برای اعتراض به وضعیت اقتصادی تجمع کرده بودند، تلاش کردیم آنها را متفرق کنیم، اما چون شعارهای هنجارشکنانه سر دادند، پلیس هم با صلابت با آنها برخورد کرد و آنها را متفرق کرد.»

— فرمانده انتظامی شهرستان بهبهان
در کمتر از هشت ماه پس از اعتراضات آبان ۹۸، معترضین بار دیگر در شهرهای ایران به خیابان‌ها آمدند. این بار تظاهرات ضد حکومتی از شهر بهبهان در استان خوزستان آغاز شد. تظاهرکنندگان شامگاه پنجشنبه ۲۶ تیر/ ۱۶ ژوئیه در این شهر شعارهای ضد حکومتی سرداند. اعتراضات تیر ۱۳۹۹ در حمایت از سه جوان محکوم به اعدام از دستگیرشدگان اعتراضات آبان ۱۳۹۸ صورت گرفت.
براساس گزارش «نت بلاکس»، نهاد بین‌المللی ناظر بر ترافیک اینترنت در جهان، اینترنت خوزستان امروز به‌طور کامل قطع شد. تجمع کنندگان شعارهایی مانند «نه غزه نه لبنان، جانم فدای ایران» و «بسیجی حیا کن، مملکت را رها کن» و همچنین شعارهایی علیه دولت و آیت‌الله علی خامنه ای رهبر این کشور سر داده‌اند.
مشهد و شیراز در کنار بهبهان واقع در استان خوزستان که براساس برخی سوءمدیریت‌ها با مشکل آب شرب نیز مواجهند از جمله شهرهایی محسوب می‌شوند که شاهد اعتراضات مردمی بودند. مشاهدات عینی و تصاویر منتشر شده در شبکه‌های اجتماعی از حضور پررنگ نیروهای انتظامی و امنیتی در شهرهای تهران و کرج حکایت داشت.

### اعتراضات اسفند سیستان و بلوچستان
این اعتراضات، اسفندماه ۱۳۹۹ در استان سیستان و بلوچستان در واکنش به کشته‌شدن سوخت‌بران توسط سپاه پاسداران در شهرستان سراوان صورت گرفت. اینترنت، شبکه موبایل، خطوط ثابت و تلفن همراه در بیشتر شهرهای استان در پی اعتراضات قطع یا دچار اختلال شد.
این اعتراضات از روز ۴ اسفند در جنوب شرق ایران، آغاز شد و در شهرهای دیگری همچون سراوان، ایران‌شهر، قلعه بید، شورو، زاهدان، سرجنگل، خاش و میرجاوه گسترش پیدا کرد. در درگیری و شلیک سپاه پاسداران به معترضان بیش از ۱۰ سوخت‌بر و معترض کشته شدند.

### سایر
فروردین
- تجمع دستفروشان مقابل شهرداری تهران (۲۵ فروردین)

تعدادی از دستفروشان در اعتراض به وضعیت سخت معیشتی و اجازه نداشتن فعالیت به واسطه گسترش ویروس کرونا در مقابل ساختمان شهرداری تهران تجمع کردند. رئیس مرکز ارتباطات و امور بین‌الملل شهرداری تهران در خصوص این تجمع توضیح داد:
| « | خواسته دستفروشان به حق است ولی مرجع پاسخگویی به خواسته‌ها این تجمع کنندگان شهرداری تهران نیست. | » |

اردیبهشت
- اعتراض کارگران معادن زغال‌سنگ کرمان (۲۷ اردیبهشت)

کارگران معادن زغال‌سنگ کرمان جلوی در ورودی شرکت زغال‌سنگ و بلوار شهید صدوقی کرمان در واکنش به خصوصی‌سازی این معادن تجمع کردند. ۳۰۰۰ نفر از کارگران نسبت به واگذاری این معادن به یک شرکت خصوصی در کنار پایین بودن حقوق دریافتی و نبود امنیت شغلی شان اعتراض کردند.
خرداد
- تجمع پرستاران اصفهان روبروی دادگستری (۱ خرداد)

تعدادی از پرستاران اصفهان مقابل دادگستری تجمع کردند. عضو هیئت مدیره نظام پرستاری اصفهان در خصوص مطالبات پرستاران بیان کرد:
| « | اجرای قانون تعریف گذاری خدمات پرستاری بر اساس برنامه ششم توسعه، اجرای کامل قانون ارتقای بهره‌وری، اجرای قانون مشاغل سخت و زیان‌آور و برقراری فوق‌العاده ویژه، اهمیت شغلی پرستاری و استخدام حاکمیتی و تبدیل وضعیت نیروهای شرکتی و قراردادی، جبران کمبود پرسنل پرستاری، برطرف کردن تبعیض در اختلاف پرداخت کارانه در رده‌های پرسنل درمانی و شفاف‌سازی پرداخت‌ها از جمله این درخواست‌ها بوده‌است. | » |

- تجمع اعتراضی آموزش‌دهندگان نهضت سوادآموزی (۱۸ خرداد)

۱۸ خرداد صدها نفر از آموزش‌دهندگان نهضت سوادآموزی از سراسر کشور به تهران آمدند و مقابل مجلس شورای اسلامی تجمع کردند. تجمع‌کنندگان با یادآوری اینکه پیشتر آنها تجمعات مشابهی را در مقابل ساختمان مجلس شورای اسلامی و سایر نهادهای مرتبط برپا کرده‌اند. یکی از آموزشیاران نهضت سوادآموزی در تشریح مشکلات خود و همکارانش گفت: 
| « | برخی از ما سالهاست (حدوداً ۱۰ سال) به کار تدریس اشتغال داریم. همچنین تعدادی از آموزشیاران به‌صورت حق‌التدریسی در مدارس مشغول به کار هستند، با این حال از سال گذشته از ما خواسته شد برای ادامه همکاری در آزمون دانشگاه فرهنگیان شرکت کنیم. | » |

- تجمع معلمان حق‌التدریس (۲۵ خرداد)

معلمان حق‌التدریس با تجمع مقابل ساختمان مرکزی آموزش و پرورش نسبت به عدم اجرای قانون دربارهٔ تعیین تکلیف استخدامشان اعتراض کردند. جمعی از معلمان حق‌التدریس و مربیان پیش دبستانی و برای اعتراض به آنچه تعیین تکلیف امور استخدامی و برگزاری دوره‌های تابستانی است در مقابل ساختمان مرکزی آموزش و پرورش تجمع کردند. آنها با داشتن پلاکاردهایی که نشان می‌داد از استان‌های متفاوتی آمده‌اند نسبت به اجرای تبصره ۱۰ ماده ۱۷ دربارهٔ استخدام معلمان حق‌التدریس اعتراض داشتند.
- تجمع اعتراضی مال‌باختگان ارزی (۲۵ خرداد)

یکشنبه ۲۵ خرداد گروهی از مال‌باختگان ارزی که در جریان خرید ارز از سامانه نیما متعلق به بانک مرکزی اموال خود را از دست داده و در مقابل ساختمان اصلی بانک مرکزی ایران در تهران تجمع کردند و علیه رئیس این بانک شعارهای چون «نیما باید جمع بشه تا اوضاع بهتر بشه»؛ «همتی! استعفا استعفا»؛ «کارخونه‌ها را بستند دست ماها رو بستند» سر دادند.
آنها با شعارهای گوناگون به تعطیلی کارخانه‌ها، اوضاع نابسامان کارگران و «رانت‌خواری‌ها و فساد حاصل از سامانه نیما» اعتراض کردند. سامانه نیما در اردیبهشت ۱۳۹۷ برای «تسهیل تأمین ارز و ایجاد فضای امن برای خریداران و فروشندگان ارز» به‌راه افتاد.
این دومین باری است که متقاضیان ارز با قیمت پایین‌تر از نرخ بازار آزاد مقابل بانک مرکزی دست به تجمع می‌زنند. اسفند سال گذشته هم تجمع اعتراضی مشابهی مقابل ساختمان شیشه ای میرداماد، برگزار شده بود که در آن تجمع هم معترضان به تخصیص نیافتن ارز مورد نیاز خود با وجود پرداخت معادل ریالی آن اعتراض داشتند. آن تجمع هم در حالی برگزار شد که قیمت دلار پس از یک دوره آرامش سه‌ماهه، در بازار با نوساناتی همراه شد.
تیر

«معلمان معترض که مقابل مجلس جمع می‌شوند، سال هاست می‌خواهند شنیده شوند، آنها عدالت می‌خواهند و تبعیض در پرداختی‌ها و احکام اذیت شان می‌کند. گاهی اعتراض اینها شنیده می‌شود و خیلی وقت‌ها هم نمی‌شود ولی همان دفعاتی که شنیده شده‌اند به آنها قوت قلبی داده که می‌توانند بارها و بارها تجمع کنند و علم اعتراض بردارند.»

—روزنامه جام جم
- اعتصاب کارگران هفت‌تپه و تجمع کارگران برق و آب خوزستان (۱ تیر)

کارگران بخش‌های مختلف شرکت نیشکر هفت‌تپه روز یکشنبه اول تیرماه در هفتمین روز اعتصاب خود دست به تجمع زدند. این کارگران خواستار «پرداخت حقوق معوقه»، «تمدید دفترچه بیمه»، «بازگشت به کار همکاران اخراجی»، «بازداشت امید اسدبیگی، مدیرعامل شرکت»، «خلع ید کارفرما و بخش خصوصی» و «بازگرداندن ثروت‌های اختلاس‌شده به کارگران» شدند. از جمله شعارهای این کارگران «کارگر هفت‌تپه‌ایم، گرسنه‌ایم گرسنه‌ایم» بوده‌است. همزمان جمعی از کارگران قرارداد معین برق خوزستان در اعتراض به عدم تبدیل وضعیت خود مقابل ساختمان اداره برق منطقه‌ای استان تجمع برگزار کردند.
- تجمع آموزش‌دهندگان و آموزشیاران نهضت سوادآموزی (۱ تیر)

گروهی از آموزش‌دهندگان و آموزشیاران نهضت سوادآموزی که برای سومین بار در یک ماه گذشته از سراسر کشور به تهران آمده بودند، از ساعت ۸ صبح مقابل ساختمان مجلس شورای اسلامی اجتماع کردند. این تجمع‌کنندگان که خواستار لغو اجرای قانون جذب آموزشیاران و آموزش‌دهندگان نهضت سوادآموزی مصوب مجلس شورای اسلامی هستند، می‌گویند:
| « | مجلس دهم قانونی برای جذب استخدام آموزشیاران و آموزش‌دهندگان نهضت سوادآموزی تصویب کرده که به موجب آن آموزشیاران و آموزش‌دهندگان باید از طریق آزمون تبدیل وضعیت بشوند، این درحالی‌ست که از سال گذشته از ما خواسته شده برای ادامه همکاری در آزمون دانشگاه فرهنگیان شرکت کنیم و در صورت عدم قبولی باید به همکاری خود با آموزش و پرورش خاتمه دهیم. | » |

- تجمع بازنشستگان مخابرات (۹ تیر)

دوشنبه ۹ تیرماه، جمعی از کارکنان و بازنشستگان شرکت مخابرات ایران به دلیل مطالبات مربوط به عدم پرداخت رفاهیات و سنوات گذشته خود، مقابل در وزارت ارتباطات تجمع کرده و خواستار پرداخت قانونی حقوق و مزایای خود شدند.
- تجمع پرستاران مشهد (۱۱ تیر)

تعدادی از پرستاران شاغل در مجموعه دانشگاه علوم پزشکی مشهد در اعتراض به مشکلات شغلی قصد جمع شدن مقابل دادگستری مشهد را داشتند. آنها قصد داشتند برای برگزاری یک تجمع صنفی آرام و مسالمت‌آمیز مقابل دادگستری مشهد تجمع کنند اما حدود ۱۰ نفر از آنها بازداشت شدند.
مرداد
- تجمع نیروهای شرکتی وزارت بهداشت (۵ مرداد)

تعدادی از نیروهای شرکتی وزارت بهداشت با تجمع مقابل مجلس شورای اسلامی و سازمان مدیریت خواستار پیگیری جدی مطالباتشان شدند، این افراد معتقدند مطالباتشان باید به‌طور جدی مورد توجه مسوولان قرار گیرد و صرفاً با اظهار نظر و وعده‌های توخالی نمی‌توان گره‌ای از مشکلات آنها حل کرد.
- تجمع اعتراضی آزادگان به زمین خواری سهمیه اسارت (۲۶ مرداد)

جمعی از آزادگان دفاع مقدس ساکن تهران در اعتراض به واگذاری غیرقانونی سهمیه زمین‌های خود توسط تعاونی مسکن «احرارالزمان» به یک فرد حقیقی، دیروز مقابل دفتر ریاست قوه قضاییه تجمع کردند. آنها خواستار رسیدگی مجدد رئیس قوه قضاییه به شکایات خود و بازپس‌گیری زمین‌ها از این فرد حقیقی شدند. یکی از معترضان در توضیح علت برگزاری تجمع اعتراضی گفت: 
| « | سال ۸۰ امتیاز بخشی از زمین‌های مقابل ورودی دریاچه شهدای خلیج فارس (غرب تهران - منطقه ۲۲) به تعاونی مسکن احرارالزمان واگذار شد و این امتیازها بین ۹۵۶ آزاده عضو این تعاونی تقسیم شد. در آن زمان، زمین‌های اطراف دریاچه خلیج فارس بیابان بود و ارزش ریالی زیادی نداشت. به دنبال شروع ساخت و ساز در آن منطقه، ارزش زمین‌ها بالا رفت و قرار بود که هزینه ساخت زمین‌ها را دولت پرداخت کند. تعدادی از اعضا زمین خودشان را ساختند اما ۱۷۶ نفر از اعضا، ۳۰ میلیون تومان پیش پرداخت ساخت به تعاونی دادند و از آنجا که تا سال ۱۳۸۳، هیچ اقدامی برای ساخت سهم شان نکرده بودند، همان سال، هیئت مدیره وقت تعاونی مسکن کل زمین‌های متعلق به این افراد را برای فروش کلی گذاشت اما چون فروش نرفت، برخی اعضا بین خودشان هیئت امنا تشکیل دادند و قرار شد ساخت واحدها و بلوک‌ها زیر نظر هیئت امنا انجام شود. از آنجا که تمام واگذاری‌ها در قالب امتیاز بود، سال ۱۳۸۶ یک فرد حقیقی که انبوه‌ساز بود، طی قراردادی تمام امتیازها را از هیئت مدیره وقت خرید و این خرید و فروش، بدون اجازه مجمع تعاونی مسکن و طی یک تفاهمنامه بدون اطلاع اعضای تعاونی اتفاق افتاد. | » |

شهریور
- برگزاری سه تجمع اعتراضی (۱۶ شهریور)

همزمان با برگزاری سه تجمع اعتراضی جداگانه مقابل ساختمان مجلس در تهران، خریداران و سهامداران شرکت شهر خودرو نیز مقابل فدراسیون فوتبال تجمع کردند. همچنین اعتصاب و تجمع کارکنان شرکت پتروشیمی بندرامام، کارگران کمپرسورسازی تبریز و ادامه اعتصاب کارگران هفت‌تپه، از دیگر تجمعات اعتراضی است. جمعی از آموزشیاران نهضت سوادآموزی که در آزمون استخدامی اخیر آموزشیاران و آموزش‌دهندگان نهضت سوادآموزی پذیرفته نشده‌اند، یکشنبه ۱۶ شهریور، با سفر به تهران برای چندمین بار مقابل ساختمان مجلس شورای اسلامی تجمع کردند و خواستار رسیدگی به وضعیت شغلی خود شدند.
همچنین کارکنان شرکت خوارزمی پتروشیمی بندر امام در اعتراض به تصمیم هلدینگ خلیج فارس مبنی بر انتقال آنها به شرکت عملیات غیرصنعتی و خدمات صنایع پتروشیمی بندر ماهشهر تجمع کردند. جمع زیادی از کارگزاران مخابرات روستایی در اعتراض به «تبعیض در دریافتی میان پرسنل شهری و روستایی مخابرات»، یک‌شنبه ۱۶ شهریور مقابل مجلس تجمع کردند. حسن قربان‌زاده، دبیر کانون انجمن‌های صنفی کارگری کارگزاران مخابرات روستایی کشور، به ایلنا، گفت: «مهم‌ترین خواسته ما رفع تبعیض مزدی در مخابرات است.» جمعی از مربیان فنی و حرفه‌ای در اعتراض به پرداخت نشدن حقوق و مزایای خود نیز در این روز مقابل مجلس شورای اسلامی تجمع کردند.
- اعتراض متقاضیان خرید خودرو مقابل وزارت صمت (۲۳ شهریور)

جمعی از متقاضیان خرید خودرو با تجمع مقابل ساختمان وزارت صنعت اعلام کردند که امکان ثبت نام در سایت فروش محصولات ایران خودرو را ندارند، درحالی که اسم آنها هیچ‌گاه به عنوان برنده قرعه کشی اعلام نشده‌است.
- تجمع بیماران ام پی اس مقابل سازمان غذا و دارو (۲۵ شهریور)

جمعی از بیماران «ام پی اس» و خانواده‌های شان به دلیل نبود دارو و افزایش شدت بیماری در مقابل سازمان غذا و دارو تجمع کردند. این بیماران به دلیل مشکلات تخصیص ارز در شرایط تحریم، با مشکل تأمین دارو مواجه شدند و نبود داروی مستمر عامل شدت گرفتن بیماری شان شده‌است.
مهر
- تجمع هواداران استقلال مقابل مجلس (۱۲ مهر)

تعدادی از هواداران تیم فوتبال استقلال با تجمع مقابل مجلس شورای اسلامی نسبت به سیاست‌های وزارت ورزش در قبال این تیم اعتراض کردند. هواداران استقلال که از وضعیت آشفته این تیم نگران هستند با حضور در ساختمان بهارستان علیه مسعود سلطانی فر وزیر ورزش و جوانان شعار داده و خواهان استیضاح وی شدند.
از حدود ساعت ۱۰ صبح تعدادی از هواداران استقلال با تجمع مقابل خانه ملت نسبت به اتفاقات رخ داده در باشگاه دست به اعتراض زدند. این جمعیت شعار «سلطانی فر استیضاح استیضاح» را فریاد می‌زدند.
- حمایت از قره‌باغ

در پنجمین روز درگیری‌ها بین جمهوری آذربایجان و ارمنستان تعدادی از مردم تبریز، اردبیل و زنجان در تجمعی از مردم قره‌باغ حمایت کردند. تجمع‌کنندگان شعارهایی علیه دولت ارمنستان سر دادند. در حاشیه این اعتراض‌ها، تعدادی از افراد تلاش داشتند با شعارهای نژادپرستانه و پان ترکیستی، تجمع را به خشونت بکشانند که با مداخله پلیس این تجمعات پایان یافت. معترضان در حمایت از جمهوری آذربایجان شعار «قره باغ از آن ماست و از آن ما خواهد شد» را سر می‌دادند.
آبان
- تجمع اعتراضی مربیان پیش دبستانی در اهواز (۵ آبان)

گروهی از مربیان پیش‌دبستانی شهرستان ایذه مقابل ساختمان اداره کل آموزش‌وپرورش خوزستان و همچنین استانداری خوزستان در اهواز دست به تجمع اعتراضی زدند. تجمع مربیان پیش‌دبستانی استان خوزستان در روز پنجم آبان چندمین اعتراض این مربیان بوده‌است. در مهرماه نیز این مربیان در تهران مقابل ساختمان مجلس شورای اسلامی تجمع کرده و خواهان استخدام در آموزش و پرورش شدند.
- تجمع ساکنان بکه شهریار (۲۰ آبان)

ساکنان بکه شهریار برای دادخواهی مقابل قوه قضائیه تجمع کردند. آنها قبل از انقلاب از اربابان منطقه، قطعاتی هزارو ۵۰۰ متری خریداری کرده‌اند و این زمین‌ها دست به دست شده‌است. حالا جهاد کشاورزی حکم به تخلیه زمین‌هایشان صادر کرده‌است. معترضان پلاکاردهایی به همراه داشتند که روی یکی از پلاکاردها نوشته شده بود «مدیران محترم قوه قضائیه، اگر بخواهید بدانید چگونه اسناد مالکیت ششدانگ مالکین توسط اشخاص زمین خوار به سادگی ابطال می‌گردد به روستای بکه شهریار مراجعه کنید». روی پلاکارد دیگری نوشته شده بود، «ما مالکین قطعات هزارو۵۰۰ متری روستای بکه شهریار خواهان رسیدگی و احقاق حق تضییع شده خود هستیم». اهالی روستا مستاصل بوده و نگران مصادره اموالشان با حکم جهاد کشاورزی هستند.
- تجمع مال باختگان بورس (۲۰ آبان)

به دنبال تداوم روند منفی، جمعی از سهام داران خرد مقابل سازمان بورس و اوراق بهادار تجمع کردند. این جمع معترض از سهام داران حقیقی و خرد بوده‌اند که اعتراض خود را دربارهٔ سیاست‌های دولت در دوران ریزش شاخص و عدم اجرای وعده‌های حمایتی در قالب شعارهایی بیان کردند.
- تجمع خیابان دبیراعظم کرمانشاه (۲۸ آبان)

۲۸ آبان مأمورین اجرائیات شهرداری کرمانشاه در راستای اجرای دستور العمل ستاد مقابله با کرونا در رابطه با ممنوعیت فعالیت کسبه و بازاریان از ساعت ۱۸ به خیابان دبیراعظم کرمانشاه که یکی از مراکز اصلی خرید شهر محسوب می‌شود، مراجعه کردند که با اعتراض و برخورد شدید کسبه مواجه شدند.
آذر
- اعتراض وکلای عضو کانون وکلای دادگستری (۱۰ آذر)

وکلای عضو کانون وکلای دادگستری مرکز در اعتراض به دو طرح مجلس تجمع کردند. دو طرح در مجلس شورای اسلامی واکنش گسترده و اعتراض بسیاری از وکلای دادگستری و کانون‌های وکلا را درپی داشته و بر این اساس تعدادی از وکلا مقابل ساختمان کانون وکلای دادگستری تجمع کردند و در اعتراضی آرام و مدنی، بار دیگر از مخالفت شان با این دو طرح مجلس گفتند.
- اعتراضات به سخنان اردوغان (۲۲ آذر)

جمعی از مردم تبریز در اعتراض به اظهارات اردوغان علیه تمامیت ارضی ایران، مقابل کنسولگری ترکیه در تبریز تجمع اعتراضی برگزار کردند. نمایندگان ولی فقیه در استان‌های آذربایجان شرقی، آذربایجان غربی، زنجان و اردبیل در پی اظهارات اردوغان در باکو بیانیه ای را صادر کردند. در بخشی از این بیانیه آمده‌است: 
| « | در تاریخ زندگی بشر روی کره خاکی اشعار حسرت زیادی سروده شده اما دو نوع اشعار حسرت سرآمدتر و جانسوز تر از همه اشعار حسرت است. اول اشعار حسرت ایرانیانی است که از وطن مادری و تاریخی خود توسط دولت شوروی طی عهدنامه گلستان و ترکمنچای جدا شده‌اند و دوم اشعار حسرت ۲۵ میلیون علوی آناتولی است که در فراق شاه اسماعیل ختایی آنها را سروده‌اند. | » |

دی
- تجمع حمایت از کارگران هفت تپه (۳ دی)

چهارشنبه ۳ دیماه پس از پایان تجمع شهروندان در حمایت از کارگران مجتمع کشت و صنعت نیشکر هفت تپه در مقابل ساختمان وزارت دادگستری در تهران شماری از تجمع کنندگان ازجمله «داوود رفیعی، امیر امیرقلی، عسل محمدی، هیراد پیربداقی، امیرعباس آزرموند و مرتضی سیدی» بازداشت و پس از ساعتی آزاد شدند. همزمان با این تجمع کاربران شبکه‌های اجتماعی نیز با استفاده از هشتگ #خلع_ید_یک‌کلام_والسلام از کارگران هفت تپه حمایت کردند.
- تجمع مخالفان واکسن کرونا (۱۱ دی)

«در همه جوامع آدم‌های مشنگ و ضد علم وجود دارد، لزوماً هم کم نیستند. از این نظر در ایران شاید بیشتر از آمریکا نباشد. تفاوت این است که در اینجا، آنان می‌توانند اعتراض کنند و با منعی روبه رو نشوند، ولی بقیه نه. اینجا می‌شود علیه واکسن شعار داد و تجمع کرد ولی برای مطالبه خرید نه.»

—عباس عبدی، روزنامه‌نگار اصلاح طلب دردر شبکه اجتماعی توییتر
گروهی از مخالفان «واکسن خارجی» کرونا با تجمع در برابر وزارت بهداشت خواستار خروج سازمان جهانی بهداشت «از نظام تصمیم‌گیری کشور» شدند. آنها در پلاکاردهایی نوشته‌اند: «ما خودمان واکسن امام کاظم داریم».
پیش از این زهرا شیخی نماینده مجلس گفته بود که آوریل ۲۰۲۰ رویدادی از سوی مکرون، بیل گیتس و دبیرکل WHO برای ایجاد شتاب در درمان کووید۱۹ برگزار شد. نتیجه این رویداد ایجاد سازوکار بین‌المللی واکسنی به نام «کواکس» زیر نظر WHO و بنیاد بیل گیتس شد. بیل گیتس گفت: «با واکسن می‌خواهم تا ۱۵ درصد جمعیت جهان را کاهش دهم». محمدرضا نقدی هم گفته بود که به نیروهای سپاه و بسیج توصیه می‌شود که از تزریق واکسن‌های خارجی کرونا خودداری کنند و این نهاد در واکسیناسیون واکسن وارداتی مشارکت نخواهد کرد.
برای هماهنگی این تجمع از گروهی تلگرامی تحت عنوان «ضد واکسن» استفاده شده و در متن دعوت به تجمع، تأکید شده که هم ایاب و ذهاب رایگان است و هم صبحانه به تجمع کنندگان داده می‌شود.
مصطفی تاجزاده در توییتی به انتقاد از این تجمع پرداخت و یادآور شد: 
| « | نه به واکسن خارجی، نه به واکسن داخلی، ما واکسن داروی «امام کاظم (ع)» داریم. مطالبه ما خروج سازمان صهیونیستی آمریکایی جهانی بهداشت از نظام تصمیم‌گیری کشور است. طرفداران خودتحریمی و انزواطلبی قصد جلوزدن از کره شمالی را دارند. شعار تجمع بعدی: خروج از سازمان ملل. | » |

- تجمع اعضا و نمایندگان انجمن‌های هفده‌گانه خانه تئاتر (۱۴ دی)

اعضا و نمایندگان انجمن‌های هفده‌گانه خانه تئاتر در برابر مجلس شورای اسلامی به منظور طرح خواسته‌های صنفی تجمع کردند. جمعی از هنرمندان و چهره‌های شاخص هیئت مدیره خانه در این تجمع حضور داشتند. پیش از این نیز در چند نوبت بیانیه‌هایی خطاب به مسوولان صادر کرده بود. برای نمونه، ششم مرداد ماه ۱۳۹۹، هیئت مدیره و مدیرعامل خانه تئاتر با قادر آشنا، مدیر اداره کل هنرهای نمایشی جلسه ای فوق‌العاده برگزار کردند. در متن بیانیه پیشین آمده بود:
| « | بی شک خسارت‌های ناشی از شیوع ویروس کرونا مختص همگان بوده و جامعه تئاتر خود را تافته جدا بافته از دیگران نمی‌داند. اما در شرایطی که تقریباً همه حرف و صنوف (با سختی‌ها و ناآرامی‌ها و با وجود سوداگرانی که در این شرایط بحرانی و مرگبار دست از اختلاس و تضییع حقوق ملت برنمی‌دارند) به کار و فعالیت مشغول شده‌اند، سکوت و بی‌توجهی دولتمردان به تئاتر به هیچ وجه پذیرفتنی نیست. چگونه می‌شود که دولت برای همه امور و مشاغل، خود را موظف به برنامه‌ریزی بداند اما از سرنوشت و آینده کاری خانواده فرهیخته تئاتر غافل باشد؟ | » |

- تجمع پذیرفته‌نشدگان آزمون استخدامی (۲۱ دی)

گروهی از پذیرفته‌نشدگان آزمون استخدامی آموزشیاران و آموزش‌دهندگان نهضت سوادآموزی با حضور مقابل ساختمان مجلس برای چندمین بار خواستار رسیدگی به وضعیت شغلی خود شدند. این گروه از کارکنان که از نقاط مختلف کشور برای پیگیری وضعیت شغلی خود عازم تهران شدند.
- تجمع پرستاران بیمارستان میلاد (۲۳ دی)

جمعی از پرستاران بیمارستان میلاد تهران مقابل ورودی‌های بیمارستان تجمع کردند. در این تجمع، جمعی از پرستاران و پرسنل بیمارستان شرکت حضور داشتند. این پرستاران خواستار افزایش ۵۰ درصدی دستمزد، پرداخت حق کرونا و پاداش معوق، برقراری امنیت شغلی و عقد قرارداد رسمی و رسیدگی به مطالبات خود شدند.
- سهامداران مالباخته

در دی ماه جمعی از سهامداران مالباخته همزمان با افت ۳۷ هزار واحدی شاخص کل بازار سرمایه مقابل سازمان بورس اوراق بهادار تهران گرد هم آمدند تا صدای اعتراض خود را به گوش مدیران دولت، نمایندگان مجلس و مسئولان بورس برسانند. گروهی از سهام‌داران بازار بورس تهران با تجمع مقابل سازمان بورس شعار «مرگ بر مفسد اقتصادی» سر دادند. همچنین عکس‌هایی نیز از پرتاب تخم مرغ به ساختمان بورس منتشر شد.
امیرحسین قاضی‌زاده هاشمی، نایب‌رئیس مجلس شورای اسلامی، گفته بود:
| « | سهامداران حقوقی که عمده بازار سرمایه را در اختیار دارند، به صورت عامدانه تلاش کردند تا با خروج از بازار سرمایه به تعهدات خود عمل نکنند. | » |

پایگاه خبری سازمان بورس زمانی که رئیس سازمان بورس در جلسه با اعضای کمیسیون اقتصادی مجلس به سر می‌برد نامه استعفای وی را منتشر کرد، حسن قالیباف اصل پس از خروج از جلسه در مصاحبه با خبرگزاری صدا و سیما استعفایش را تکذیب کرد. در مصاحبه اختصاصی با این خبرگزاری افزود: «شاید مرا برکنار کنند، اما استعفا نداده‌ام.»
بهمن
- تجمع اهالی روستای احمدآباد

اهالی روستای احمدآباد الموت در اعتراض به ۱۰ روز قطع شدن آب در برابر استانداری قزوین تجمع کردند. روستای احمدآباد یا لات سابق در منتهی‌الیه شمالی الموت غربی و هم‌مرز با استان گیلان و روستای نوده از توابع عمارلوی گیلان و روستاهای دستجرد سفلی اکوجان کشه رود است.
- تجمع ۳۰۰۰ بازنشسته معترض در تهران (۶ بهمن)

حدود ۳ هزار نفر از بازنشستگان تأمین اجتماعی مقابل سازمان برنامه و بودجه تجمع کرده و ضمن مطالبه همسان سازی مستمری با بازنشستگان کشوری و لشکری، نسبت به ناچیز بودن مستمری خود اعتراض کردند. آنها در این اعتراضات که با حضور دبیرکل خانه کارگر و رئیس سازمان برنامه و بودجه در جمع معترضان و صدور قطعنامه، پایان یافت، شعارهایی از قبیل «حقوق ما ریالی هزینه‌ها دلاری»، «تا حق خود را نگیریم آرام نمی‌نشینیم»، «امنیت، معیشت حق مسلم ماست» سرمی دادند.
- دادخواهی بازماندگان پرواز ۷۵۲ (۲۵ بهمن)

خانواده جانباختگان هواپیمای اوکراینی مقابل ساختمان دادسرای نظامی تهران تجمع کردند. گروهی از خانواده جانباختگان پرواز ۷۵۲ هواپیمایی بین‌المللی اوکراین برای آنچه «دادخواهی» می‌خوانند به دادسرای نظامی تهران رفتند. نشست خانواده‌های جانباختگان در دادسرای نظامی، درنهایت به بی‌نتیجه مانده و به دلیل نحوه برخورد مسوولان با خانواده‌ها، کار برخی از آنان به بیمارستان و اورژانس کشیده شد و باعث شد خانواده‌ها در ادامه مقابل ساختمان دادسرای نظامی دست به تجمع بزنند.
- تجمع تعدادی از معلمان مدارس غیرانتفاعی (۲۶ بهمن)

جمعی از معلمان مدارس غیرانتفاعی از برخی از استان‌های کشور مقابل مجلس شورای اسلامی تجمع کردند. این معلمان مدارس غیرانتفاعی و غیردولتی خواستار استخدام مانند معلمان حق‌التدریسی، نهضتی، پیش دبستانی و نیروهای خدماتی شدند.
- تجمع کارگران هپکو (۲۷ بهمن)

جمعی از کارگران هپکو با جمع شدن در مسیر راه‌آهن اراک، خواستار توجه به مشکلات و مطالبات خود شدند. کارگران هپکو با تأکید بر ضرورت حل مسئله بدهی‌ها؛ می‌گویند: 
| « | بخشی از پرسنل حقوق برج ۹ را دریافت نکرده‌اند و تمامی پرسنل از برج ۱۰ حقوق دریافت نکرده‌اند؛ آنهم حقوق پایه بدون مزایا با تورم سرسام‌آور فعلی. | » |

- تجمع بازنشستگان تأمین اجتماعی (۲۹ بهمن)

چهارشنبه ۲۹ بهمن‌ماه بازنشستگان تأمین اجتماعی خوزستان با وجود شرایط قرمز کرونا و گرد و خاک اهواز مقابل ساختمان استانداری خوزستان برای پیگیری مطالبات خود دست به تجمع اعتراضی زدند. مهم‌ترین خواسته این گروه اصلاح همسان‌سازی حقوق و رفیع تبعیض با بازنشستگان لشکری و کشوری بود.
- تجمع پرستاران بیمارستان میلاد (۵ بهمن)

پرستاران بیمارستان میلاد تهران در محوطه بیمارستان دست به تجمع زدند و به شرایط شغلی خود اعتراض کردند. حاضران در این تجمع می‌گفتند: «کارانه ما مدتهاست ثابت مانده و افزایش دستمزد پرستاران شامل حال ما نشده‌است». پرستاران معترض بیمارستان میلاد تهران خواستار اجرای قوانین برزمین مانده مانند قانون تعرفه‌گذاری خدمات پرستاری شدند.
اسفند
- تجمع نیروهای قراردادی وزارت نفت (۱۹ اسفند)

نیروهای قراردادی وزارت نفت در اعتراض به تبعیض میان خود با نیروهای رسمی، مقابل مجلس شورای اسلامی تجمع کردند. معترضان می‌گویند در حالی که شاغل رسمی وزارت نفت حداقل ۱۵ میلیون تومان حقوق دریافت می‌کند، یک شاغل مدت موقت هم ردهٔ وی، ماهانه تنها حدود ۴ میلیون تومان دریافت می‌کند این در حالی است که بار صنعت نفت کشور بر دوش نیروهای مدت موقت است اما وزارت نفت فقط حقوق و مزایای نیروهای رسمی را به رسمیت می‌شناسد.
- تجمع اعتراضی کارگران کارخانه پارس متال (۲۶ اسفند)

کارگران شرکت پارس متال در اعتراض به اجرا نشدن تعهدات کارفرما صبح امروز تجمع کردند. پیگیری‌های و تجمع‌های مکرر کارگران برای احقاق حقوق، مثمرثمر واقع نشده‌است.
- تجمع صنفی بازنشستگان کارگری (۱۷ اسفند)

یکشنبه ۱۷ اسفند، بازنشستگان کارگری برای نهمین مرتبه ظرف دو ماه گذشته، در مقابل ادارات تأمین اجتماعی تجمع کردند و خواهان افزایش مزد و مستمری در تناسب با هزینه‌ها شدند. معترضان از شورایعالی کار خواستند الزامات قانونی در تعیین مزد را در نظر بگیرد. اعتراضات در تهران، کرمانشاه، تبریز، مشهد، اصفهان، شوشتر، یزد، ایلام، خرم‌آباد، قزوین، کرج، شاهرود، ارومیه، بهشهر و اراک با شعارهایی چون «گرانی، تورم، بلای جان مردم» برگزار شد.

### فضای مجازی
کاربران ایرانی در فضای مجازی در این سال نسبت به موضوعات مختلفی واکنش نشان داده و اعتراض کردند. در تیر ماه، در واکنش به دستگیری شارمین میمندی‌نژاد مؤسس جمعیت امام علی با هشتگ جمعیت امام علی اعتراض کردند.
در شهریور ماه صدور حکم اعدام برای نوید افکاری، موجب واکنش‌ها و اعتراضات مختلفی در فضای مجازی شد و به بازتاب دوباره هشتگ اعدام نکنید، و نیز هشتگ‌های نوید افکاری و آزادشان کنید، انجامید.
پیش از مهر گزارش‌هایی از کمبود و کاستی‌های انسولین در داروخانه‌های ایران گزارش شد اما در مهر ۹۹ کمیابی این دارو تشدید شد، باعث اعتراض گسترده کاربران شبکه‌های اجتماعی با استفاده از هشتگ انسولین نیست شد. به گفته برخی منابع، این دارو از اسفند ۹۸ به‌سختی پیدا می‌شد، اما کمیاب و نایاب شدن این دارو از اواخر شهریور ۹۹ به‌مرور بازتاب خبری یافت.
|
ششم آذر کاربران ایرانی در توییتر با استفاده از هشتگ نه به تقسیم بلوچستان به طرح تفکیک استان سیستان و بلوچستان به چهار استان اعتراض کردند. از عمده دلایل مخالفت با این طرح تغییر بافت جمعیتی، عمیق‌تر شدن شکاف تبعیض و نگرانی از حذف نام «بلوچستان» است.
کاربران در توییتر با استفاده از هشتگ نه به تقسیم بلوچستان مخالفت خود با این طرح مجلس را نشان دادند و این هشتگ با بیش از ۶۳ هزار توییت، به ترند اول در توییتر فارسی تبدیل شد.
در همین ماه در پی شعرخوانی اردوغان در آذربایجان پس از جنگ ارمنستان و جمهوری آذربایجان، کاربران با هشتگ اردوغان گوه خورد به این سخنرانی اردوغان واکنش نشان دادند.
در اسفند ماه در واکنش به اعتراضات اسفند ۱۳۹۹ سراوان که ۱۰ نفر از سوخت‌بران بلوچ توسط سپاه پاسداران کشته‌شدند. همچنین هشتگ‌های سوخت‌بَر نکشید و سراوان نیز ترند شدند.
اعدام نکنید
اعدام نکنید هشتگی در اعتراض به حکم اعدام سه جوان ایرانی به نام‌های امیرحسین مرادی، محمد رجبی و سعید تمجیدی بود که در ۲۴ تیر ۱۳۹۹ در توییتر و اینستاگرام راه افتاد. این سه نفر از معترضان آبان ۱۳۹۸ ایران بودند. پس از تأیید و انتشار خبر اعدام این سه جوان هشتگ #اعدام_نکنید در فضای مجازی ترند شد و در اندک زمانی در جایگاه نخست ترند جهانی نیز قرار گرفت. این هشتگ به مدت ۲ ساعت، هشتگ نخست جهان شده بود و در آلمان ترند اول، در کانادا ترند دوم و در بریتانیا تا ردهٔ نهم رسید. در حالی که اخلال در شبکهٔ اینترنت در ایران در زمان طوفان توییت هشتگ «#اعدام_نکنید» وجود داشت، شمار توییت‌های این هشتگ تا ظهر پنجشنبه ۲۶ تیر ۱۳۹۹ از مرز ۸ میلیون گذشت.
و تاکنون بیش از ده میلیون بار از این هشتگ استفاده شده‌است. روز ۹ شهریور ۱۳۹۹ پس از صدور حکم اعدام برای نوید افکاری این هشتگ دوباره در فضای مجازی بازتاب یافت.
واکسن بخرید
واکسن بخرید هشتگی در اعتراض به نخریدن واکسن کرونا توسط حکومت ایران بود که مردم ایران ۳۰ آذرماه ۱۳۹۹ و همزمان در شب یلدا در توییتر استفاده کردند و یکی از ترندهای توییتر در بین کاربران فارسی شد. بی‌عملی و بی‌برنامگی مسوولان دولتی در مورد خرید واکسن خارجی کرونا و وعده دادن به مردم دربارهٔ واکسن کرونای ایرانی که حتی هنوز به مرحله تست انسانی نرسیده و درصد تأثیرگذاری آن هم هنوز نامشخص است، باعث واکنش‌های مردم در فضای مجازی شد. در حالی که ایران جز ۱۵ کشور اول از نظر بیشترین مبتلایان در دنیاگیری کووید-۱۹ است و حدود ۸۰ کشور از جمله اکوادور، پاناما، قزاقستان و حتی ونزوئلا هفت میلیارد دوز واکسن فایزر خریداری کرده‌اند، اما نام ایران در فهرست خریداران واکسن کرونا مشاهده نمی‌شود. بسیاری از کشورها از جمله بریتانیا، آمریکا، آلمان، عربستان واکسیناسیون را آغاز کرده یا به زودی آغاز می‌کنند. اسرائیل حتی اعلام کرده‌است که تا سه ماه دیگر همه شهروندان این کشور واکسن دریافت خواهند کرد. در حال حاضر (دی ماه ۱۳۹۹) یک میلیون و ۱۵۰ هزار مبتلا به ویروس جدید کرونا در ایران شناسایی شده‌اند.

## دلایل
۵۰ اقتصاددان با انتشار نامه سرگشاده‌ای خطاب به حسن روحانی پیش‌بینی کردند که «امکان شکل‌گیری هسته‌های ناآرام و ناخشنود در حاشیه شهرها در نیمه دوم سال ۹۹ و سال ۱۴۰۰» وجود دارد. آن‌ها دلیل این شورش‌ها را «تشدید رکود، افزایش بیکاری، افزایش فقر، افزایش کسری بودجه دولت و رشد تورم» دانسته بودند و به دولت بسته‌ای از اقدامات را پیشنهاد کرده بودند.
جواد امام، فعال سیاسی اصلاح‌طلب و رئیس بنیاد باران نزدیک به محمد خاتمی، دربارهٔ شرایط موجود و احتمال تکرار اعتراضات آبان، با تأکید براینکه «در وضعیت هشدار جدی قرار داریم»، به شماره سه‌شنبه ششم آبان روزنامه اعتماد گفت:
| « | امروز فشارها بر مردم نسبت به سال گذشته و پیش از کرونا یا حتی آبان ماه ۹۸ بیشتر شده و در نتیجه نارضایتی‌ها هم افزایش پیدا کرده‌است. | » |

رئیس بنیاد باران گفت که «عده‌ای از مردم شغل خود را از دست داده‌اند، تعدادی درآمدشان کاهش چشمگیر داشته و از سوی دیگر تورم افسارگسیخته باعث افزایش نارضایتی‌ها شده‌است و دولت هم نتوانسته درخصوص مسئله تحریم، کسری منابع و فشارهای معیشتی اقدام جدی صورت دهد.»

## واکنش‌ها
پس از اعتراضات ۱۳۹۸، بسیاری از اقتصاددانان دربارهٔ دور جدید اعتراضات مردمی به دلیل فساد اقتصادی، ناکارآمدی و فقر روزافزون هشدار دادند. حسن کرمی، فرمانده یگان ویژه پلیس ایران در مصاحبه با خبرگزاری رسمی جمهوری اسلامی از آمادگی کامل این نیرو برای سرکوب اعتراضات در سال ۹۹ خبر داد.
حسن کرمی، فرمانده یگان ویژه پلیس ایران:
| « | طی سال‌هایی که در این یگان خدمت کردم، می‌توانم بگویم سال ۹۹ بیشترین پشتیبانی از این یگان شد و امسال در اوج آمادگی از نظر آموزشی، تجهیزات و اشراف اطلاعاتی نسبت به تهدیدات دشمن در حوزه‌های مختلف قرار داریم. | » |

دربارهٔ شکل‌گیری دوباره اعتراضات در این سال، محمدرضا باهنر، فعال سیاسی اصولگرا گفت در صورت پیوستن یک میلیون نفر در تهران به اعتراضات آبان ماه ۹۸ شرایط ایران به سمت انقلاب یا انقلاب مخملی حرکت می‌کرد. روزنامه اعتماد با اشاره به شرایط بغرنج اقتصادی و وضعیت کسانی که شغل آزاد دارند و همچنین شرکت‌های بخش خصوصی در پی بحران کرونا، تأکید کرد که شورای عالی امنیت ملی و شورای امنیت کشور به دلایل امنیتی با تعطیلی گسترده برای مقابله با کرونا مخالفت کرده‌اند.